# Tre Giorni delle Fiandre Occidentali 2015
La Tre Giorni delle Fiandre Occidentali 2015, sedicesima edizione della corsa, valevole come prova del circuito UCI Europe Tour 2015 categoria 2.1, si svolse in due tappe, precedute da un cronoprologo, dal 6 all'8 marzo 2015 per un percorso di 365,6 km, con partenza da Middelkerke e arrivo ad Ichtegem. Fu vinta dal belga Yves Lampaert, che concluse in 8h 24' 37" alla media di 43,471 km/h.

## Tappe
| Tappa  | Data    | Percorso                        | km    | Vincitore di tappa | Leader cl. generale |
| ------ | ------- | ------------------------------- | ----- | ------------------ | ------------------- |
| prol.  | 6 marzo | Middelkerke (Cron. individuale) | 7     | Anton Vorob'ëv     | Anton Vorob'ëv      |
| 1ª     | 7 marzo | Bruges > Harelbeke              | 174,1 | Yves Lampaert      | Yves Lampaert       |
| 2ª     | 8 marzo | Nieuwpoort > Ichtegem           | 184,5 | Danny van Poppel   | Yves Lampaert       |
| Totale | Totale  | Totale                          | 365,6 |                    |                     |

## Squadre e corridori partecipanti
I corridori che presero il via da Middelkerke furono 183 (8 ciclisti per 24 squadre, anche se non tutte al completo); coloro che tagliarono il traguardo a Ichtegem furono 132. 
| N.      | Cod. | Squadra                    |
| ------- | ---- | -------------------------- |
| 1-8     | COF  | Cofidis, Solutions Credits |
| 11-18   | BMC  | BMC Racing Team            |
| 21-28   | EQS  | Etixx-Quick Step           |
| 31-36   | FDJ  | FDJ                        |
| 41-48   | LTB  | Lotto-Soudal               |
| 51-58   | KAT  | Katusha Team               |
| 61-68   | TLJ  | Team Lotto NL-Jumbo        |
| 71-78   | TFS  | Trek Factory Racing        |
| 81-87   | ALM  | AG2R La Mondiale           |
| 91-98   | BOA  | Bora-Argon 18              |
| 101-108 | CJR  | Caja Rural-Seguros RGA     |
| 111-118 | CLT  | Cult Energy Pro Cycling    |
| 121-128 | MTN  | MTN-Qhubeka                |

| N.      | Cod. | Squadra                           |
| ------- | ---- | --------------------------------- |
| 131-138 | NIP  | Nippo-Vini Fantini                |
| 141-147 | EUC  | Team Europcar                     |
| 151-158 | ROO  | Roompot Oranje Peloton            |
| 161-168 | TVS  | Topsport Vlaanderen-Baloise       |
| 171-178 | UHC  | UnitedHealthcare Pro Cycling Team |
| 181-188 | WGG  | Wanty-Groupe Gobert               |
| 191-198 | SKT  | An Post-ChainReaction             |
| 201-208 | RLM  | Roubaix-Lille Metropole           |
| 211-218 | VGS  | Vastgoedservice-Golden Palace     |
| 221-228 | VER  | Veranclassic-Ekoï                 |
| 231-238 | WIL  | Veranda's Willems Cycling Team    |

## Dettagli delle tappe

### Prologo

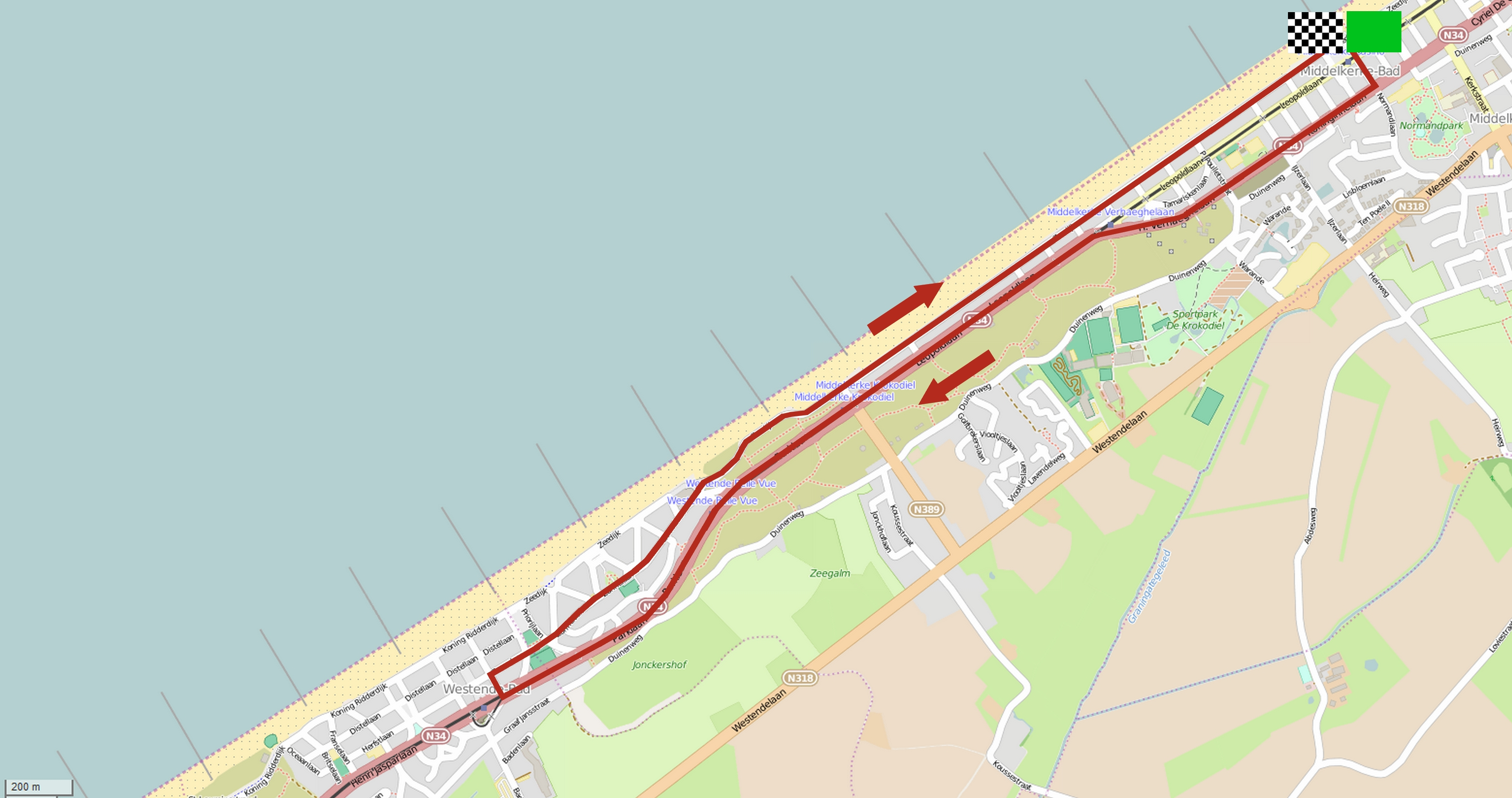
Percorso Prologo

- 6 marzo: Middelkerke – Cronometro individuale – 7 km

Risultati
| Pos. | Corridore      | Squadra | Tempo |
| ---- | -------------- | ------- | ----- |
| 1    | Anton Vorob'ëv | Katusha | 7'57" |
| 2    | Jesse Sergent  | Trek    | a 4"  |
| 3    | Jan Bárta      | Bora    | a 5"  |

| Pos. | Corridore      | Squadra | Tempo |
| ---- | -------------- | ------- | ----- |
| 1    | Anton Vorob'ëv | Katusha | 7'57" |
| 2    | Jesse Sergent  | Trek    | a 4"  |
| 3    | Jan Bárta      | Bora    | a 5"" |

### 1 Tappa
- 7 marzo: Bruges > Harelbeke – 174,1 km

Risultati
| Pos. | Corridore          | Squadra         | Tempo    |
| ---- | ------------------ | --------------- | -------- |
| 1    | Yves Lampaert      | Etixx           | 3h54'52" |
| 2    | Tosh Van Der Sande | Lotto-Soudal    | s.t.     |
| 3    | Sander Cordeel     | Vastgoedservice | s.t.     |

| Pos. | Corridore      | Squadra | Tempo    |
| ---- | -------------- | ------- | -------- |
| 1    | Yves Lampaert  | Etixx   | 4h02'45" |
| 2    | Anton Vorob'ëv | Katusha | a 8"     |
| 2    | Jesse Sergent  | Trek    | a 12"    |

### 2ª Tappa
- 8 marzo: Nieuwpoort > Ichtegem – 184,5 km

Risultati
| Pos. | Corridore           | Squadra      | Tempo    |
| ---- | ------------------- | ------------ | -------- |
| 1    | Danny van Poppel    | Trek         | 4h21'52" |
| 2    | Kris Boeckmans      | Lotto-Soudal | s.t.     |
| 3    | Michael Van Staeyen | Cofidis      | s.t.     |

| Pos. | Corridore      | Squadra | Tempo    |
| ---- | -------------- | ------- | -------- |
| 1    | Yves Lampaert  | Etixx   | 8h24'37" |
| 2    | Anton Vorob'ëv | Katusha | a 8"     |
| 2    | Jesse Sergent  | Trek    | a 12"    |

## Classifiche finali

### Classifica generale
| Pos. | Corridore          | Squadra  | Tempo    |
| ---- | ------------------ | -------- | -------- |
| 1    | Yves Lampaert      | Etixx    | 8h24'37" |
| 2    | Anton Vorob'ëv     | Katusha  | a 8"     |
| 3    | Jesse Sergent      | Trek     | a 12"    |
| 4    | Jan Bárta          | Bora     | s.t.     |
| 5    | Alexis Gougeard    | AG2R     | a 14"    |
| 6    | Danny van Poppel   | Trek     | a 16"    |
| 7    | Jempy Drucker      | BMC      | a 17"    |
| 8    | Martijn Keizer     | Lotto NL | s.t.     |
| 9    | Christophe Laporte | Cofidis  | a 20"    |
| 10   | Łukasz Wiśniowski  | Etixx    | a 21"    |

### Classifica a punti - Maglia verde
| Pos. | Corridore        | Squadra | Punti |
| ---- | ---------------- | ------- | ----- |
| 1    | Yves Lampaert    | Etixx   | 24    |
| 2    | Danny van Poppel | Trek    | 20    |
| 3    | Anton Vorob'ëv   | Katusha | 16    |

### Classifica giovani - Maglia bianca
| Pos. | Corridore       | Squadra | Tempo    |
| ---- | --------------- | ------- | -------- |
| 1    | Yves Lampaert   | Etixx   | 8h24'37" |
| 2    | Anton Vorob'ëv  | Katusha | a 8"     |
| 3    | Alexis Gougeard | AG2R    | a 14"    |

### Classifica sprint - Maglia rossa
| Pos. | Corridore     | Squadra      | Punti |
| ---- | ------------- | ------------ | ----- |
| 1    | Tim Kerkhof   | Roompot      | 6     |
| 2    | Gorik Gardeyn | Ekoï         | 5     |
| 3    | Edward Theuns | Topsport Vl. | 4     |

### Classifica corridore Fiandre Occidentali - Maglia nera
| Pos. | Corridore           | Squadra | Tempo    |
| ---- | ------------------- | ------- | -------- |
| 1    | Yves Lampaert       | Etixx   | 8h24'37" |
| 2    | Gianni Meersman     | Katusha | a 33"    |
| 3    | Baptiste Planckaert | Roubaix | a 43"    |

### Classifica squadre
| Pos. | Squadra | Tempo     |
| ---- | ------- | --------- |
| 1    | Etixx   | 25h14'48" |
| 2    | AG2R    | a 4"      |
| 3    | BMC     | a 7"      |

## Evoluzione delle classifiche
| Tappa              | Vincitore          | Classifica generale | Classifica a punti | Classifica sprint | Classifica giovani | Classifica miglior corridore F.O. | Classifica a squadre |
| ------------------ | ------------------ | ------------------- | ------------------ | ----------------- | ------------------ | --------------------------------- | -------------------- |
| P                  | Anton Vorob'ëv     | Anton Vorob'ëv      | Anton Vorob'ëv     | Anton Vorob'ëv    | Anton Vorob'ëv     | Yves Lampaert                     | Etixx-Quick Step     |
| 1                  | Yves Lampaert      | Yves Lampaert       | Yves Lampaert      | Gorik Gardeyn     | Yves Lampaert      | Yves Lampaert                     | Etixx-Quick Step     |
| 2                  | Danny van Poppel   | Yves Lampaert       | Yves Lampaert      | Tim Kerkhof       | Yves Lampaert      | Yves Lampaert                     | Etixx-Quick Step     |
| Classifiche finali | Classifiche finali | Yves Lampaert       | Yves Lampaert      | Tim Kerkhof       | Yves Lampaert      | Yves Lampaert                     | Etixx-Quick Step     |